# Bata Oeste
Bata Oeste (Batha Ouest) é um dos três departamentos que formam a região de Batha, no Chade. A capital é Ati. Bata Oeste está dividida em três sub-prefeituras:
- Ati
- Djedda
- Koundjourou